# Neopseudatrichia monteithi
Neopseudatrichia monteithi är en tvåvingeart som beskrevs av Kelsey 1970. Neopseudatrichia monteithi ingår i släktet Neopseudatrichia och familjen fönsterflugor. Inga underarter finns listade i Catalogue of Life.